# エスペロ (駆逐艦)

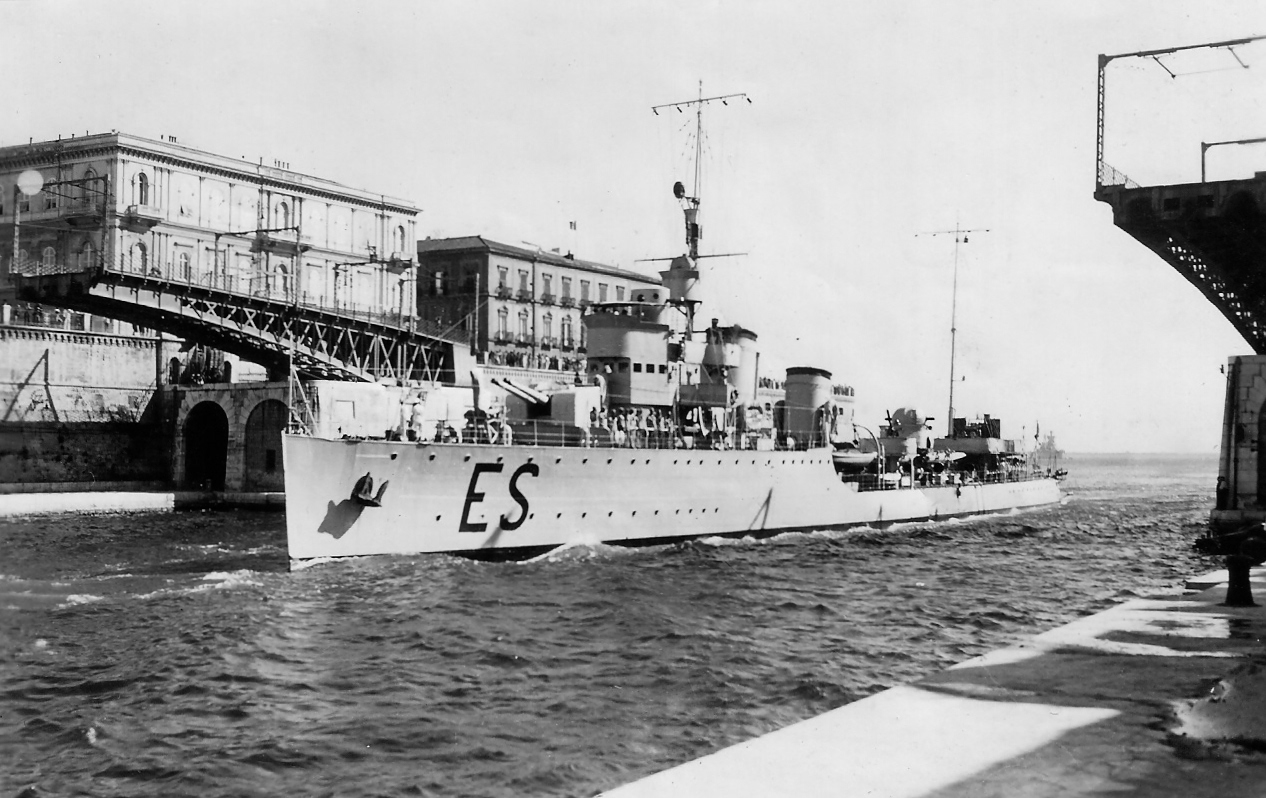
エスペロ（タラント、1935年9月12日）

エスペロ (Espero) はイタリア海軍の駆逐艦。トゥルビーネ級。

## 艦歴
1925年4月29日起工。1927年8月31日進水。1928年4月30日就役。
駆逐艦「オストロ」、「ゼフィーロ」、「ボレア」とともにラ・スペツィアを基地とするI Destroyer Flotillaの1st Squadronに所属。  
第一次上海事変後、イタリアは艦艇2隻とSan Marco Battalionの派遣を決定。「エスペロ」と重巡洋艦「トレント」が派遣されることになり、2隻はDomenico Cavagnari提督に率いられて1932年2月5日にジェノバから出発した。「トレント」は3月4日に上海に到着したが、「エスペロ」は悪天候でサイゴンに退避したため到着が3日遅れた。日中間で停戦が成立すると「トレント」は1932年5月14日に上海を離れイタリアへの帰途に着いたが、「エスペロ」はその後も1年間極東にとどまった。
1934年、「エスペロ」は「オストロ」、「ゼフィーロ」、「ボレア」とともに2nd Naval Divisionの4th Destroyer Squadronを編成した。
イタリアの第二次世界大戦参戦時には2nd Destroyer Squadronに所属。

### 沈没
1940年6月27日、「エスペロ」とオストロ、ゼフィーロはタラントから出撃し、北アフリカへ対空砲10門、弾薬120トン、人員162名を輸送する任務についた。6月28日、ザキントス島の西でサンダーランド飛行艇に発見され、船団の援護のために出撃していたイギリス第7巡洋艦戦隊（軽巡洋艦「オライオン」、「ネプチューン」、「シドニー」、「リヴァプール」、「グラスゴー」）がイタリア駆逐艦の攻撃に向かった。同日、マタパン岬西南西沖でイタリア駆逐艦はイギリス第7巡洋艦戦隊に捕捉された。イタリア駆逐艦は逃走するも、その艦齢や積荷を積んでいることなどから次第に追いつかれ、また「エスペロ」は不具合のためボイラー１基が使えず高速が出せなかった。部隊を率いる「エスペロ」座上のエンリコ・バローニ大佐は「エスペロ」が反撃を行う間に他に2艦は逃走するよう命じ、「エスペロ」は交戦後沈没した。「シドニー」によって225名中47名が救助されたが、アレクサンドリアへ向かう途中で3名が死亡した。また、6名がボートで漂流した後に潜水艦「トパツィオ」に救助された。バローニは戦死した。戦闘中、「エスペロ」は「リヴァプール」に4.7インチ砲1発を命中させている。「オストロ」と「ゼフィーロ」は逃走に成功した。